# 天津华义银行大楼
天津华义银行大楼是华义银行在中国天津建造的总行大楼。该分行开设于1920年，选址在天津法租界的主要街道大法国路（今解放北路91至95号），作为天津租界时代留存下来的重要建筑之一，该建筑目前是一般保护等级历史风貌建筑。

## 建筑
天津华义银行大楼建于1924年，由比利时义品公司设计建造，原本业主为希腊人卧而多尼，又名卧而多尼大楼，该建筑为红瓦坡顶和混水墙面的二层砖木结构楼房。造型稳重，立面简洁，细部丰富，室内装饰考究，屋顶设有牛眼老虎窗。现为兴业银行。

## 内部链接
- 华义银行